# AKI (ローカルタレント)
AKI（あき、1990年9月3日 - ）は、九州地方を中心に活動しているローカルタレント、モデル。所属事務所はカバーガールエンターテインメント。本名は緒方 晶子（おがた あきこ）。

## 人物
- 2013年4月から2018年3月までの5年間、飯塚オートレース場のイメージガール「勝利の女神」の3代目として活動、卒業後はオートレース中継のレポーターおよびアシスタントに転身し、飯塚を中心として中継番組に出演している[2]。
- オートレース関係の仕事以外では、福岡県を中心とした九州地方で雑誌や広告などのモデル、テレビ番組やイベントへの出演などの活動を行っている。

## 出演

### テレビ
現在
- オートレース中継
飯塚オートレース場を中心に昼間の開催とナイター開催でレポーターやアシスタントとして出演。ミッドナイト開催についてはニコニコチャンネル「飯塚オートチャンネル」から配信される放送のMCをつとめている。
- 城島健司のJ的な釣りテレビ（RKB毎日放送）
- 土曜の夜は!おとななテレビ（TVQ九州放送）

過去
- ももち浜ストア プラス（テレビ西日本）

### 雑誌
- 福岡ウォーカー
- 九州ウォーカー
- じゃらん